# Gostkowskie
Gostkowskie – dawna osada w Polsce położona była w województwie pomorskim, w powiecie wejherowskim, w gminie Łęczyce. Osada wchodziła w skład wsi Rozłazino.

## Położenie
Dawna osada Gostkowskie znajdowała się przy trasie linii kolejowej Kartuzy – Lębork (obecnie zawieszonej) w dolinie Węgorzy na wysokości ok. 80 m n.p.m. Najbliżej położonym miastem jest/był Lębork, osada znajdowała się na południowy wschód od tego miasta. Na północny zachód od zabudowań dawnej osady w odległości ok. 250 m znajduje się most kolejowy Młyński Wiadukt.

## Historia
Osada - dwór istniała w tym miejscu co najmniej od początku XIX w. Po II wojnie w miejscu dworu utworzono leśniczówkę pod nazwą "L. Lubonice", niedługo później jej nazwa została zmieniona na "L. Dąbrówka".
W 1948 roku nazwa osady została zmieniona z "Gostkowskenhof" (Gostkowski dwór) na Gostkowskie.

W 1980 roku osada została włączona do kolonii Rozłaski Młyn i wykreślona z rejestru miejscowości. Obecnie w miejscu osady oznaczana jest jedynie nazwa leśniczówki "Dąbrówka".